# Brachymyrmex musculus
Brachymyrmex musculus es una especie de hormiga perteneciente al género Brachymyrmex, categorizada en la tribu Myrmelachistini, de la subfamilia Formicinae.

## Distribución
La especie es nativa de la región del Neotrópico. Se distribuye por América, en Argentina, Colombia, Costa Rica, Guyana, México, Paraguay, Estados Unidos y Venezuela. Se ha encontrado a altitudes de 1100-1960 m s. n. m.

## Taxonomía
Fue descrita por Forel en 1899.